# Jordanka Belić
Jordanka Belić (serbisch-kyrillisch Јорданка Белић; * 12. Januar 1964 in Budoželja, Jugoslawien), Geburtsname Jordanka Mičić, ist eine serbisch-deutsche Schachspielerin.

## Leben
Von Juli 1992 bis Januar 2009 spielte sie für den Deutschen Schachbund, Mitte Januar 2009 wechselte sie zum serbischen Schachbund. Sie trägt seit 2000 den Titel einer Großmeisterin der Frauen (WGM).
Jordanka Belić nahm insgesamt viermal an Schacholympiaden der Frauen teil, einmal für Jugoslawien (1990) und dreimal für Deutschland (1994, 1996 und 2002), außerdem spielte sie mit der deutschen Frauenmannschaft 2003 bei der Mannschaftseuropameisterschaft.
Sie spielte in der 1. Frauenbundesliga in der Saison 1991/92 für den SC Bessenbach, von 1992 bis 1995 und von 1997 bis 2000 für die Elberfelder Schachgesellschaft 1851, in der Saison 1995/96 für die SG Bochum 31, von 2000 bis 2004 für den SK Turm Emsdetten, in der Saison 2005/06 für den SV Walldorf und von 2009 bis 2015 für den USV Volksbank Halle. Sie gewann die Frauenbundesliga 1993, 1994, 1998, 1999, 2001 und 2010.
Am European Club Cup der Frauen nahm sie 1997 und 1998 mit der Elberfelder Schachgesellschaft 1851, im Jahr 2000 mit dem SK Turm Emsdetten und 2010 mit dem USV Volksbank Halle teil, dabei erreichte sie 2000 das zweitbeste Ergebnis am zweiten Brett.
Im Jahre 1990 gewann sie die jugoslawische Einzelmeisterschaft der Frauen und in Bad Neustadt an der Saale die Offene Deutsche Meisterschaft der Frauen. Zwischen 1990 und 2002 gehörte Belić zu den 100 stärksten Spielerinnen der Welt.

## Partiebeispiel
Im Juli 1997 spielte sie im Open A der Dortmunder Schachtage und konnte den Großmeister Aivars Gipslis aus Lettland in einer der schönsten Partien nach dreifachem Figurenopfer matt setzen. Mit 6 Punkten aus 9 Partien wurde sie bestplatzierte Frau.
Jordanka Mičić - Aivars Gipslis
1. e4 d5 2. exd5 Sf6 3. d4 Sxd5 4. Le2 g6 5. Sf3 Lg7 6. 0–0 0–0 7. Te1 Sc6 8. c4 Sb6 9. d5 Sa5 10. Sa3 c6 11. Ld2 Lxb2 12. Lxa5 Lxa3 13. Dd4 Dd6 14. Tad1 Dc5 15. Dh4 Dxa5 16. Sg5 h5 17. Lxh5 gxh5 18. Se6 Lxe6 19. Dg5 Kh8 20. Dxh5 Kg8 21. Dg5 Kh7 22. Te4 1:0